# 이세원 (가수)
이세원(1973년 5월 14일 ~ )은 대한민국의 가수이다.

## 학력
- 고려대학교 경영대학원
- 경기상업고등학교 졸업

## 데뷔
- 1997년 이전 앨범 "돌이키지마"
- 2003년 1집 앨범 "그게 나야"

## 음반
- 2014년 사랑이 왔어요
- 2003년 그게 나야
- 2003년 발길을 돌려요
- 1997년 건드리지마